# Waltherpark
WaltherPark (originariamente Kaufhaus Bozen Bolzano) è un progetto di riqualificazione urbanistica a Bolzano, capoluogo della provincia autonoma di Bolzano.

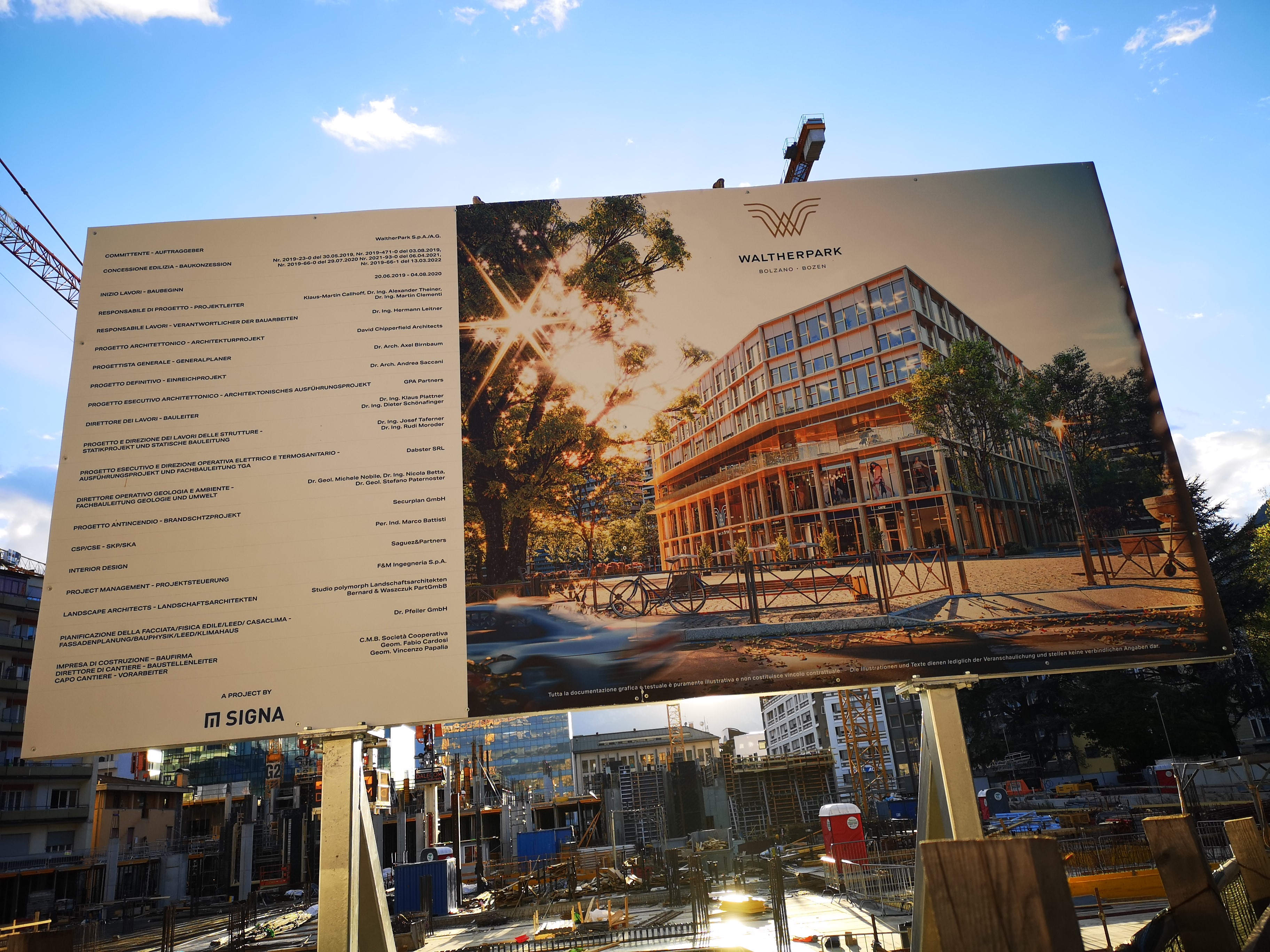
Cartello del Waltherpark, aprile 2023

Il progetto prevede la ristrutturazione e la valorizzazione di un quartiere centrale situato tra la stazione ferroviaria, piazza Giuseppe Verdi (Verdiplatz) e piazza Walther von der Vogelweide (Waltherplatz) ed è compatibile con il masterplan urbanistico per la città di Bolzano nonché con le riflessioni sull'edificazione dell'areale ferroviario.
Come complesso immobiliare polifunzionale, il WaltherPark comprende un centro commerciale, spazi ad uso ufficio, ristoranti, appartamenti, un albergo di qualità nonché ampie zone verdi. WaltherPark era inizialmente un progetto di Signa Rem Italia, finché non passasse nel 2024 alla società immobiliare tedesca Schoeller Group.

## Storia
Il responsabile del progetto è l'archistar David Chipperfield. Nel corso della riqualificazione e valorizzazione del centro storico di Bolzano, nel 2014 è stata presentata ufficialmente al Comune di Bolzano la bozza del progetto. Il TAR di Bolzano ha respinto tre ricorsi presentati da alcuni commercianti del centro e i loro gruppi di interesse contro il progetto di riqualificazione urbanistica WaltherPark. Con ampia approvazione risultante dal referendum popolare consultivo sul progetto tenutosi dal 29 marzo al 4 aprile 2016 ed espressa anche dall'Amministrazione pubblica l'anno prima, il Tribunale amministrativo ha spianato la strada alla realizzazione del progetto.
In estate 2019 sono stati avviati i lavori di costruzione che dovrebbero durare tre anni e mezzo. Inoltre, nel corso della realizzazione del progetto WaltherPark sarà anche attuato un nuovo piano di mobilità urbana innovativo elaborato per un nodo molto trafficato intorno a piazza Verdi, con la costruzione di un nuovo sistema di galleria per ridurre il volume di traffico su strada.

## Ubicazione

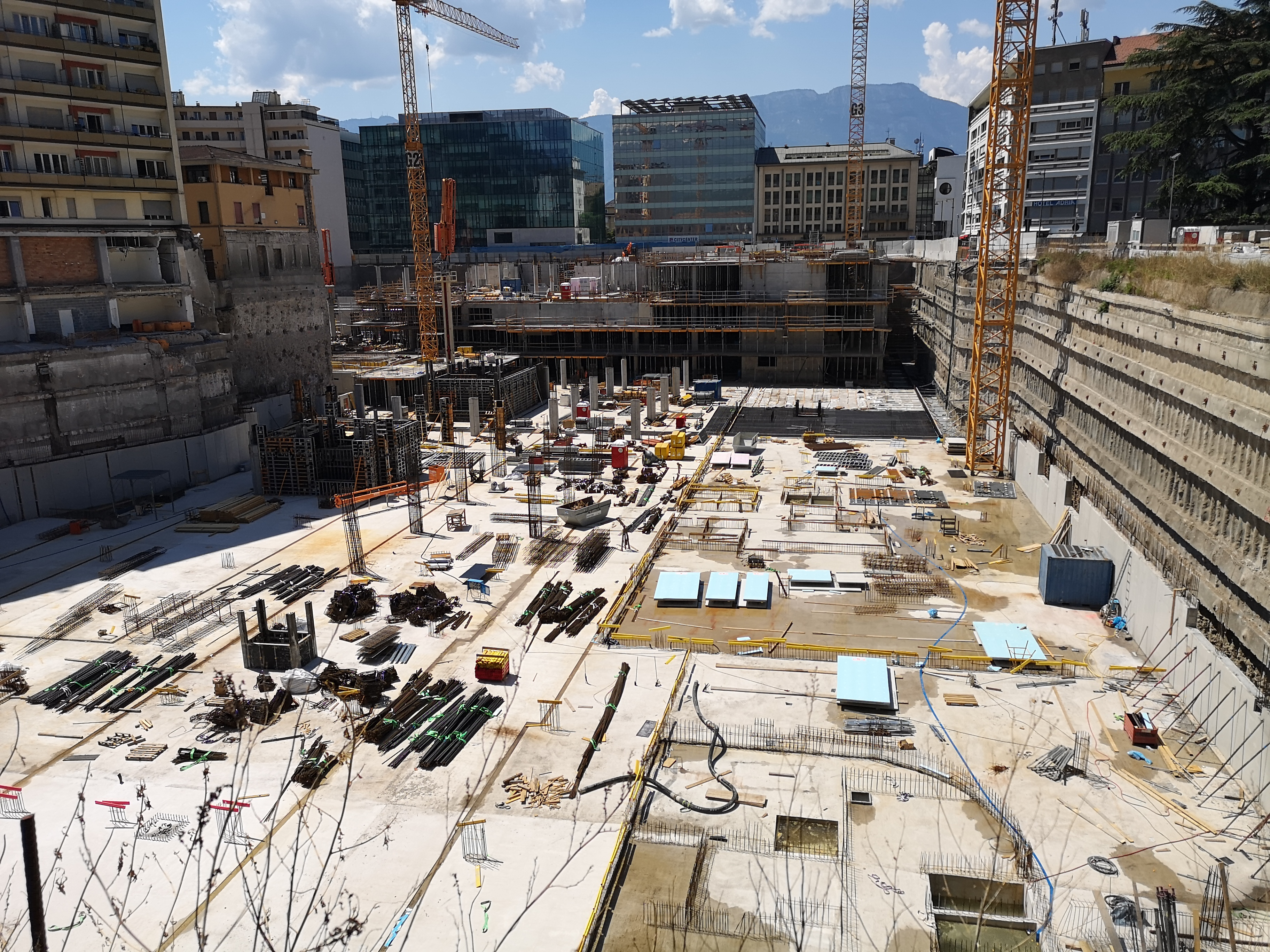
Il cantiere del Waltherpark nel maggio 2022

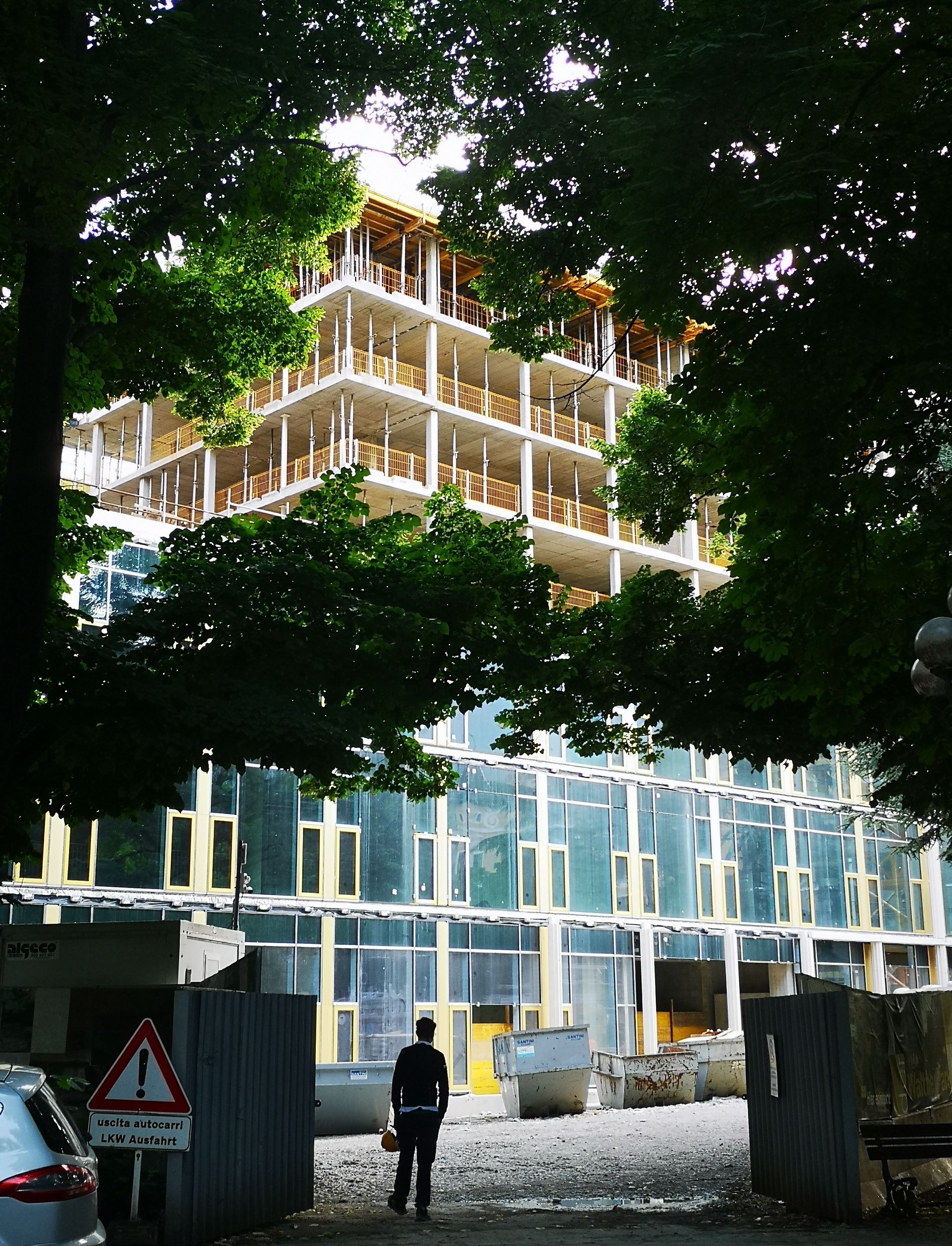
Cantiere nel giugno 2024, dal lato via della stazione

Il WaltherPark viene realizzato nel centro di Bolzano tra la stazione ferroviaria e la Via Alto Adige sull'area del parco della Stazione nelle immediate vicinanze di piazza Walther. La superficie totale netta è di circa 16.000 m². Nel corso dei lavori di costruzione sono stati demoliti alcuni edifici, tra cui la vecchia stazione delle autocorriere degradata, l'ex hotel Alpi in Via Alto Adige, un edificio residenziale in Via Garibaldi nonché l'ex Camera di Commercio di Bolzano nel parco della Stazione.

## Valutazioni
La genesi del progetto ha suscitato molteplici controversie, sia per l'ampiezza del progetto sia per il profondo ridisegno di una parte centrale della città. Solo nel 2016, tramite un referendum, una stragrande maggioranza della cittadinanza si è espressa favorevolmente alla realizzazione dell'opera. Da un punto di vista di sociologia urbana invece, è stato rilevato quanto fosse il progetto «anche il prodotto di decenni di immobilismo da parte della politica comunale, che ha pesantemente trascurato il proprio mandato di pianificazione, preferendo adagiarsi sui modesti successi degli anni Ottanta e Novanta».

## Riconoscimenti
Nel 2024, il Waltherpark è nominato frai i finalisti del Best Urban Regeneration Project, promosso dal MAPIC di Cannes.

## Cronistoria

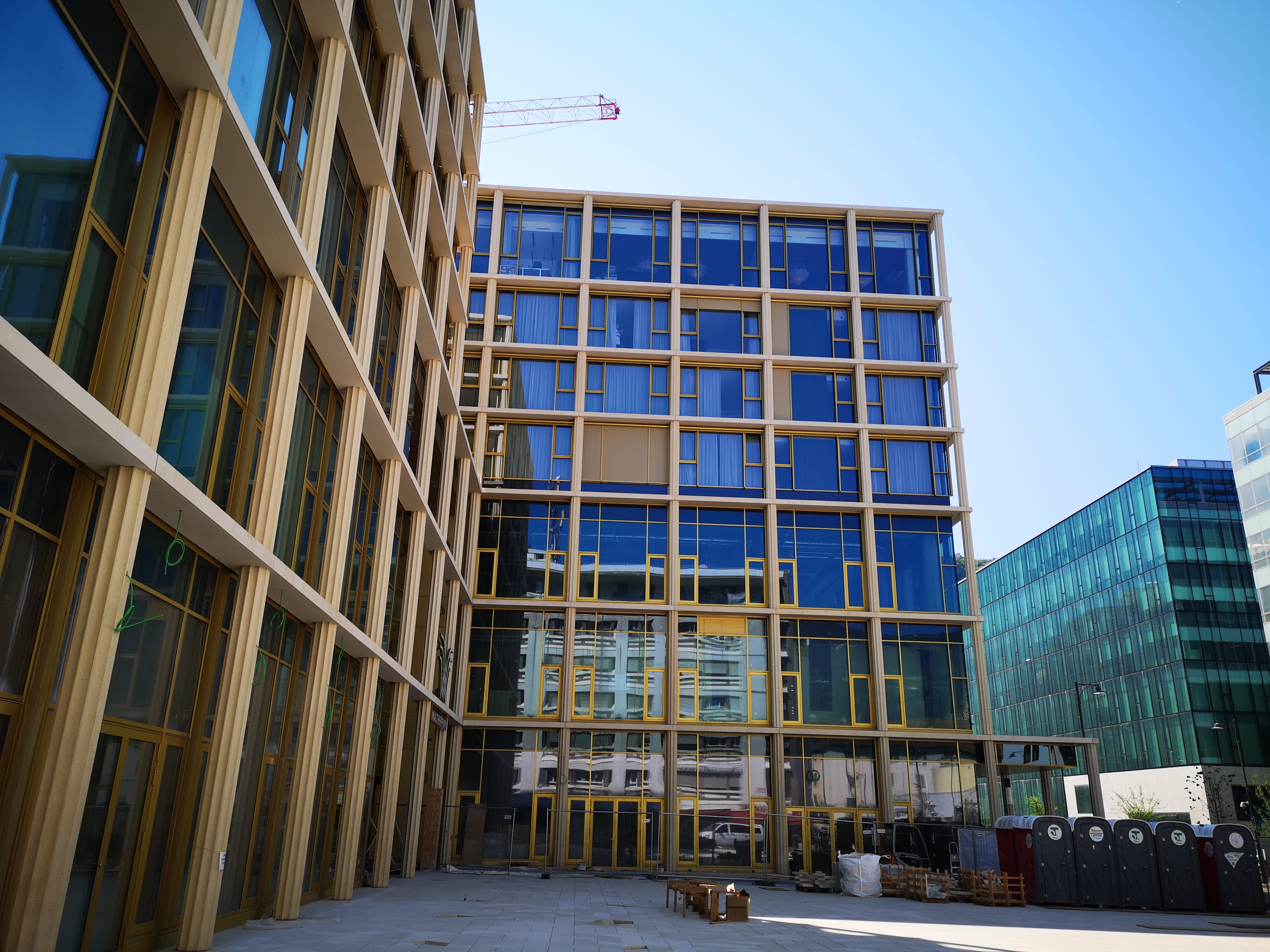
Waltherpark, verso via Alto Adige

- 18 novembre 2013: La Signa Holding di Innsbruck ha presentato al Comune di Bolzano, per il tramite della sua affiliata bolzanina Kaufhaus Bozen Srl, la proposta di progetto "Kaufhaus Bozen Bolzano" a titolo di "Piano di Riqualificazione Urbanistica" e ha realizzato uno showroom all'interno del Palazzo Menz nel pieno centro, dedicando questo spazio all'informazione dei cittadini sul progetto.
- 25 giugno 2014: La Giunta comunale di Bolzano ha indotto la gara per la riqualificazione del quartiere vicino alla stazione ferroviaria di Bolzano.
- 8 agosto 2014: Il progetto "Kaufhaus Bozen Bolzano" è stato presentato ufficialmente al Comune di Bolzano.
- 31 ottobre 2014: La Conferenza dei Servizi, con a capo un gruppo di esperti di spicco del Comune e della Provincia, ha aggiudicato il bando a "Kaufhaus Bozen Bolzano". L'altro progetto "Erlebnishaus", presentato dal responsabile della società omonima Georg Oberrauch, è stato escluso per vizi di qualità. Il Gruppo di Oberrauch ha dato il via ai primi ricorsi, tutti di seguito respinti.
- Primavera 2015: Il progetto "Kaufhaus Bozen Bolzano" è stato ribattezzato "WaltherPark".
- Primavera/estate 2015: L'Accordo di Programma è stato elaborato, con indizione di numerose assemblee civiche di informazione. In data 23 luglio 2015, 22 consiglieri comunali si sono espressi a favore del progetto, con 19 voti contrari e tre schede bianche.
- Autunno 2015: Il sindaco Spagnolli ha nuovamente indetto la Conferenza dei Servizi, incaricandola di rielaborare e modificare l'Accordo di Programma. La nuova versione dell'Accordo di Programma è stata presentata al commissario straordinario del Comune di Bolzano, Michele Penta, alla fine dell'anno in seguito alle dimissioni del sindaco Spagnolli.
- Marzo/aprile 2016: Il commissario straordinario Penta ha indetto un referendum popolare sul progetto di riqualificazione. Circa due terzi hanno votato sì e di conseguenza è stato sottoscritto e ratificato l'Accordo di Programma.
- Autunno 2016: È stato pubblicato il bando per la cessione dell'area di proprietà pubblica.
- Gennaio 2017: I ricorsi presentati contro il progetto di riqualificazione urbanistica sono stati respinti a favore della società Kaufhaus Bolzano Srl. Pertanto, anche il TAR ha dato il via libera alla realizzazione del progetto.
- Aprile 2017: La società WaltherPark Srl si è aggiudicata il diritto di costruire sull'areale della stazione delle autocorriere a Bolzano, aggiudicandosi anche l'areale all'asta situato nelle immediate vicinanze al centro.
- Gennaio 2018: È stato stipulato il contratto preliminare di compravendita per gli edifici e i terreni su cui sarà realizzato il progetto che prevede anche la costruzione di un centro commerciale.
- I lavori di costruzione per il WaltherPark sono stati avviati, prevedendo la demolizione dell'ex stazione delle autocorriere in Via Perathoner nell'estate 2019.
- Novembre 2019: Sono stati avviati i lavori di demolizione dell'ex hotel Alpi.
- Ottobre 2020: Sono stati avviati i lavori di demolizione dell'edificio residenziale in Via Garibaldi.
- Aprile 2024: Dopo il crack finanziario della Signa Group, il Waltherpark è rilevato dalla Schoeller Group tedesca. I lavori di costruzione procedono senza soluzione di continuità.
- Luglio 2025: Apre il Hotel Falkensteiner Waltherpark che occupa il terrazzo di uno dei palazzi.